# Dvořiště (rybník)
Dvořiště je čtvrtý největší rybník v České republice a zároveň nejstarší rybník třeboňské soustavy. Je to druhý největší rybník v okrese České Budějovice. Nachází se přibližně 10 km severozápadně od Třeboně a 4 km jihozápadně od Lomnice nad Lužnicí u silnice do Českých Budějovic na západní hranici chráněné krajinné oblasti Třeboňsko. Vodní plocha má rozlohu 337 ha. Sypaná hráz je dlouhá 550 m a vysoká 10 m. Objem vody je 6,65 mil. m³. Největší hloubka je 4,5 m. Rybník leží v nadmořské výšce 437 m.

## Historie
Na místě rybníka bylo kdysi s největší pravděpodobností jezero přehrazené skalním prahem dochovaným u současné výpusti. Rybník byl dobudován prolomením skály a osazením stavidla již v letech 1363–1367 tehdejším majitelem lomnického panství Ješkem z Kosovy hory, což z něj činí druhý nejstarší rybník na jihu Čech (po Bošileckém rybníku). O několik let později byl rozšířen (odhadem na polovinu dnešní rozlohy), dále byl zvětšen roku 1582 Jakubem Krčínem. Ten zvýšil a zpevnil hráz a přejmenoval rybník na Věrný, ale toto jméno se nikdy neujalo.

### Tvrz
Název rybníka pochází od zatopené osady, spíš tvrze, která se objevuje v písemných pramenech. Stála na pilotách na břehu rybníka, který měl před Krčínovým rozšířením o něco menší rozlohu. Tvrz byla součástí lomnického panství, které v té době patřilo Václavu IV. a přímo zde sídlil purkrabí. Roku 1409 jistý Bradáč Ptáčník tvrz zradil královu odpůrci Erhartovi Puškovi z Kunštátu. Po tvrzi byly patrné zbytky zdí a studní ještě při výlovech v 18. století.

### Bitva u Lomnice
V roce 1618 proběhla na hrázi a na "poloostrově" mezi Dvořištěm a Koclířovem bitva u Lomnice mezi stavovskými vojsky a císařskými. Bitvu nakonec vyhráli stavové. Kromě jiného tím, že dělostřelci nemohli dostřelit na císařské přes rybník Koclířov, až jednoho z nich napadlo střílet na hladinu podobně jako se házejí žabky. Skutečně se to podařilo a masakr poté dokončila stavovská jízda.

### Vltavská linie
Pod hrází se dochoval řopík, jediný velký pozůstatek úseku Velechvín Vltavské linie stavěné v době ohrožení Československa hitlerovským Německem. Tato linie vedla od Prahy podél Vltavy a v místech Poněšické obory odbočovala k východu přes Velechvínské polesí. V úseku se dochovaly jen jámy nebo zbytky betonu po ostatních pevnůstkách, které buď nebyly zcela hotové, nebo je nacisté vyhodili za války do povětří. Pouze řopík vybudovaný částečně v hrázi rybníka byl kvůli statice zalit betonem a bylo odmontováno veškeré použitelné vnitřní zařízení. Další řopíky stávaly na severním břehu rybníka a linie pokračovala východním směrem ke Koclířovu.

### Letecká střelnice
Za druhé světové války vznikla na pastvinách kolem Slověnic a na západním okraji Dvořiště letecká střelnice. Jednalo se o cvičnou střelbu a shazování betonových bomb na cíl. Používaly se staré nebo jinak už nevyhovující stroje. Jeden Junkers Ju 87 se zřítil na okraji vsi do budovy (po pravé straně silnice od Lišova), další za okrajem Slověnic. Messerschmitt Bf 109 spadl přímo do rybníka a jiný nedaleko Zeleného kříže ve Velechvínském polesí u Kolomazné pece. Pilot zahynul.
Ve střelbě se pokračovalo i po válce. Dodnes lze na různých místech mezi hájenkou u Šírků a Dvořištěm nalézt rezavé tabulky oznamující zákaz vstupu. I v té době došlo k nehodě. MiG-15 spadl do slověnického lomu jižně od vsi. S tímto obdobím zřejmě souvisí i "bunkr" na západním okraji rybníka.

## Vodní režim
Rybník vznikl přehrazením Miletínského potoka. Rybník ale napájí řada dalších potoků. Od hráze po směru hodinových ručiček to jsou: potůček přitékající z malého rybníčku jihovýchodně od Dvořiště, potok vlévající se do Dvořiště mezi Horními Slověnicemi a osadou Sádek, již zmíněný Miletínský potok, Pohořka od soustavy pohořských rybníků, potůček na okraji lesa u kempu Na borkách. Nakonec z Velechvínského polesí přitéká Borový potok napájející těsně před Dvořištěm rybníky Slověnický a Nový a potok vlévající se v místech přírodní rezervace. Přesto je Dvořiště nebeský rybník a z valné části ho napájí déšť. Ačkoli do něj přitéká velké množství vody, z výpusti odchází jen malá část. Jen při výlovech je možné si učinit představu, jak původně vypadal Miletínský potoka: stává se z něj velká říčka, která získává spád na kaskádách pod výpustí a připomíná spíše horskou bystřinu. Plocha povodí rybníka činí 93,9 km².

## Hráz
Hráz je dlouhá půl kilometru a vysoká až 10 metrů.
Výpust rybníka Dvořiště (zal. před 1367) je technickou památkou a je tvořena štolou částečně vysekanou do skály. Zbytek je postaven jako jednobloukový most. Je vybavena hradidly a dřevěnou lopatou. Dvořiště má na obou koncích hráze dva bezpečnostní přelivy odvádějící vodu při povodních pod hráz do Zlaté stoky. Za Štěpánka Netolického zde byl jen jeden z těchto splavů. Druhý doplnil Jakub Krčín. Severní splav má charakter dvouobloukového mostu, na který navazuje jalová stoka, kterou odchází povodeň z rybníka.

## Zátoka
Zátoka vystupující z Dvořiště na jih má délku přibližně 1,5 kilometru a její šíře se pohybuje mezi 50 a 250 metry. Většinu své délky je široká kolem 150 metrů. Zátoka mezi sebou rozděluje Dolní a Horní Slověnice. Dříve zde byl přibližně do poloviny 19. století přívoz. Ten byl nahrazen silniční hrází dlouhou asi 130 metrů se třemi kamennými mostky. Mostek blíž k Dolním Slověnicím byl opraven po povodni ve dvacátých letech 20. století. Lípy na hrázi byly vysazeny roku 1907. Silniční hráz zátoku rozděluje. Na jih od ní se nachází zarostlé rákosové pole, které je velmi zanedbané a potřebovalo by odbahnit. Přitom na pohlednicích ze začátku dvacátého století je vidět čistou zátoku, která byla ozdobou a jednou z hlavních atrakcí vsi.

## Lidské aktivity

### Ochrana přírody
Na západním okraji rybníka v přilehlém břehu se nachází přírodní rezervace Dvořiště.

### Rekreace
Na březích rybníka se nachází rozsáhlá chatová oblast, je tu dokonce i "malý Lišov". Je zde i velká loděnice pro jachtaře a v srpnu se pořádá závod Modrá stuha Dvořiště.

### Chov ryb a výlovy
Dvořiště je výtažný rybník. Slouží tedy k odchovu kapra a dalších ryb, které jdou po výlovu přímo do prodeje. Výlov se koná každé dva roky na podzim a je o něj velký zájem. Při výlovu se koná mnoho doprovodných akcí.